# 堀口勝正
堀口 勝正（ほりぐち かつまさ、1937年12月22日-）は、日本の弁護士。元次長検事。

## 来歴・人物
香川県生まれ。1960年中央大学法学部卒業。1961年司法修習生、検事任官。
1990年最高検察庁検事、1991年奈良地検検事正、1993年水戸地検検事正、1995年7月最高検総務部長、1996年6月同・刑事部長。北島敬介のあとを受けて、次長検事（1997年12月2日-1999年12月22日）を務めて退官した。2006年4月現在、弁護士、帝京大学客員教授。